# Йозеф Тербовен
Йозеф Тербовен (на немски: Josef Terboven) е германски политик, който е известен най-вече с ролята си на райхскомисар на Норвегия по време на нацистката окупация.

## Произход и образование
Тербовен (от холандски Ter Boven) е роден в Есен, в семейство от холандски произход. Той служи в немската полева артилерия и военновъздушни сили през Първата световна война и е награден с железен кръст, като се издига до ранг лейтенант. Учи право и политически науки в университетите в Мюнхен и Фрайбург, където за пръв път участва в политиката.

## В нацистката партия
Излизайки от университета през 1923 г., Тербовен се присъединява към НСДАП с номер на член 25 247 и участва в неуспешния Бирен пуч в Мюнхен. Когато НСДАП е забранена, той намира работа в банка до 1925 г.
След това отива да работи на пълен работен ден за нацистката партия. Тербовен помага за основаването на партийна структура в Есен и става гаулайтер през 1928 г. От 1925 г. той е част от Щурмабтайлунг (СА), в който до 1936 г. достига до Обергрупенфюрер. На 29 юни 1934 г. Тербовен се жени за бивша секретарка и любовница на Йозеф Гьобелс. Адолф Хитлер е гост на сватбата. Тербовен развива репутация като дребен и безмилостен тиранин.

## Райхскомисар на Норвегия
Тербовен е назначен за райхскомисар на Норвегия на 24 април 1940 г., още преди военната инвазия да бъде завършена на 7 юни 1940 г. Той се преселва в резиденцията на князката корона в Скагум през септември 1940 г. и се е установява в сторингет (норвежките парламентарни сгради).
Тербовен има само контролен орган над гражданската администрация в Норвегия. Германската гражданска администрация обаче не управлява пряко Норвегия и остава сравнително малка. Ежедневните дела са управлявани от съществуващата норвежка държавна администрация, оглавявана от действащ кабинет, а след това и от кабинета в Квислинг. Тербовен няма власт над 400 000 редовни германски военни сили, разположени в Норвегия, които са под командването на генерал Николаус фон Фалкенхорст, но той командва персонална сила от около 6000 души, от които 800 са част от тайната полиция.
За разлика от военните сили, командвани от Фалкенхорст, чиято цел е да се постигне разбиране с норвежкия народ и по заповед на Фалкенхорст да се отнася с норвежците с любезност, Тербовен се държи по същия дребен и безскрупулен начин като губернатор на Рейнпровинц. От 1941 г. той все повече се съсредоточава върху раздробяването на нередовната военна съпротива срещу германците, обявяването на военния закон в Трондхайм през 1942 г. и разпореждането на разрушаването на Теславаг. Гьобелс изразява гнева си в дневника си за това, което той нарече „тактиката на тормоз“ на Тербовен срещу норвежците, тъй като тя настройва населението срещу германците. Тербовен все пак остава в Норвегия до края на войната през 1945 г., дори след обявяването на норвежки марионетен режим на Видкун Квислинг. На 18 декември 1944 г. Фалкенхорст е освободен от командата си за противопоставяне на някои радикални политики на Тербовен.
Тъй като ходът на войната се обръща срещу Нацистка Германия, личното желание на Тербовен е да организира „Кралска Норвегия“ (Festung Norwegen) за последната позиция на нацисткия режим. Наследникът на Хитлер, адмирал Карл Дьониц, премахва Тербовен от поста на райхскомисар на 7 май, като прехвърля правомощията му на генерал Бьоме.

### Затворнически лагери
Тербовен планира концентрационни лагери в Норвегия, основавайки концентрационния лагер Фелстад, близо до Левангер и концентрационния лагер Бретвет в Осло в края на 1941 г.
На 18 юли 1942 г. се извършва клането в Беизфиорд. Тербовен заповядва клането няколко дни по-рано.
През юли 1942 г. един германски охранител е убит в затвора в Корген. Комендантът нарежда възмездие: екзекуция с разстрел на 39 затворници в Корген и 20 в Есен. В последвалите дни Тербовен нарежда и възмездие: около 400 затворници, застреляни в различни лагери.

## Смърт
Узнавайки за обявяването на капитулацията на Германия, Тербовен се самоубива на 8 май 1945 г., като детонира 50 кг динамит в бункер в Скагум. Умира до тялото на обергрупенфюрер Вилхелм Редис, полицейски офицер и командир на СС формированията в Норвегия, самоубил се преди него.